# Понять. Простить
«Поня́ть. Прости́ть» — мелодраматический документальный телесериал, до 2014 года основанный на оригинальной версии «Private Life». Премьерные выпуски выходили с 14 августа 2006 года по 6 сентября 2013 года и с 18 ноября 2013 года по 30 мая 2014 года на «Первом канале», с 23 октября 2017 года по 25 октября 2024 года премьерные выпуски выходили на канале «Домашний». 

## О программе
Каждый выпуск — это вымышленная отдельная история трудных семейных взаимоотношений. С 9 сентября по 15 ноября 2013 года программа отсутствовала в сетке вещания «Первого канала», вместо неё выходил схожий по тематике документальный телесериал «Домработница» (основан на оригинальной версии «Housekeepers and Householders»). С 9 сентября по 11 октября 2013 года программа выходила на канале «ТВ Центр», транслировались повторы. С 16 февраля 2015 по 19 мая 2016 года и с 17 июля 2017 года программа выходит на канале «Домашний» по будням в дневном эфире, изначально транслировались как повторы уже показанных на «Первом канале» выпусков, так и те, что телеканал не успел выдать в эфир, а с 23 октября 2017 по 25 октября 2024 года выходили новые выпуски. В 2020 году на смену Борису Егорову пришёл психотерапевт и актёр Александр Рапопорт.
С 8 ноября 2021 года сеансы героев с психологами проходят в дистанционном формате. С 17 ноября 2021 года наряду с Галиной Тимошенко вторым ведущим стал Виктор Пономаренко, сменив Александра Рапопорта.
Также с 2009 года по 2014 год программа транслировалась на украинском телеканале «Интер». С 31 марта 2025 года выходит на телеканале «Мир», транслируются повторы. 

## Закрытие и возобновление
30 мая 2014 года состоялся последний выпуск на «Первом канале», а уже 2 июня «Понять. Простить» вместе с остальными передачами «Дело ваше», «Истина где-то рядом» и «Другие новости» была убрана из сетки вещания телеканала.
Спустя 3 года, 23 октября 2017 года программа была возобновлена на канале «Домашний» с теми же ведущими – Борисом Егоровым и Галиной Тимошенко. Позже вышли другие документальные сериалы «Порча» (2019) и «Знахарка» (2020), которые наполнили дневной эфир канала «Домашний».

## Критика
Обозреватель Анри Вартанов в одной из своих статей называет сериал «Понять. Простить» «откровенной коммерческой поделкой», спекулирующей на интересе зрителей к интимным сторонам жизни, где все роли разыгрываются посредственными актёрами.
По мнению автора портала «Телекритика» (Украина) Юлии Тимофеевой, показываемый в ходе передачи процесс психоаналитической психотерапии не является подлинным, ибо создателями был выбран «компромиссный вариант между правдивостью и наглядностью», который неизбежно повлёк за собой искажение смысла происходящего. Помимо прочего, настоящий психоанализ является довольно медленным и длительным интимным процессом, который невозможно вместить в рамки небольшой телепрограммы. Тем самым «Понять. Простить» искажает суть психоанализа как метода психиатрии для непосвящённого в специальность телезрителя.